# Brothers of the Occult Sisterhood
Brothers of the Occult Sisterhood (BOTOS) — современный психофолк-дуэт из Нового Южного Уэльса, Австралия, образованный Майклом Донелли и его сестрой Кристиной.

## История группы
После почти 20 лет андерграундного творчества, в 2004 Майкл Донелли, вдохновлённый группами Jeweled Antler и Acid Mothers Temple, в виде эксперимента создал собственный независимый лейбл MusicYourMindWillLoveYou (MYMWLY), ставший одновременно арт-проектом и свободным сообществом австралийских нойз-музыкантов, ориентирующихся на создание нетривиальной музыки, сочетающей трайбл и инструментальную психоделию (по словам Донелли, «шум — это Бог»). При записи последних альбомов коллектив Brothers of the Occult Sisterhood значительно расширился за счёт других музыкантов лейбла; с дуэтом сотрудничают Ian McIntyre, Alex Leicht, Josie Rafftery, Steven Moller, Greg Charles, Joss Berrett.

## Дискография
- Suppress (Detached) Orchestra (2004)
- Lucifer´s Bride (2004)
- Animal Speak (2004)
- Canisanubis (2005)
- Run From Your Honey Mind	(2005)
- Statues From Space (2006)
- Goodbye (2006)
- Enter The Cult Until The Dust To Represent The World Discovers The Hallucinogens And Bent Us To Their Use (2007)
- Temicxoch (The Pulverised Wisdom Of A Thousand Forevers) (2007)
- Preying In Circles (2007)
- The World Is At War (2008)
- Odalisque at Secret Vortex (2008)
- Eje (2008)